# James McEwan
James „Jamie“ McEwan (24. září 1952 Olney, Maryland – 14. června 2014) byl americký vodní slalomář, kanoista závodící v kategoriích C1 a C2. Jeho partnerem v deblkánoi byl Lecky Haller.
Na mistrovstvích světa získal jednu stříbrnou medaili (C2 – 1987). V kategorii C2 rovněž zvítězil v celkovém pořadí Světového poháru v roce 1988. Dvakrát startoval na letních olympijských hrách, v závodě C1 v Mnichově 1972 vybojoval bronz, v závodě C2 v Barceloně 1992 skončil na čtvrtém místě.